# Internet Initiative Japan
Internet Initiative Japan Inc. (IIJ, jap. 株式会社インターネットイニシアティブ, Kabushiki kaisha Intānetto Inishiatibu) ist ein japanischer Internetdienstanbieter. Im Jahr 1993 bot das Unternehmen den ersten kommerziellen Internetzugang in Japan an und war damit der erste japanische ISP. Die Aktien von IIJ werden an der amerikanischen NASDAQ gehandelt, mit dem Tickersymbol IIJI.
IIJ bietet seine Dienste vor allem Geschäftskunden an, für Privatkunden bestehen jedoch die Angebote IIJ4U und IIJmio.

## Anteilseigner
Nach Problemen bei der assoziierten Gesellschaft Crosswave Communications und deren Tochterunternehmen führte IIJ eine Kapitalerhöhung durch, die es NTT ermöglichte, den eigenen Anteil an IIJ auf rund 30 % zu steigern (Stand 3. Quartal 2004).
1. NTT (26,32 %)
2. Sumitomo Corp. (5,49 %)
3. Itochu Corp. (5,44 %)
4. NTT Communications (5,32 %)

## Geschichte
Das Unternehmen wurde am 3. Dezember 1992 als K.K. Internet Initiative Kikaku (株式会社インターネットイニシアティブ企画, Kabushiki kaisha Intānetto Inishiatibu Kikaku, dt. „Internetinitiative-Plan“). Im Mai 1993 erfolgte die Umbenennung in K.K. Internet Initiative, bzw. engl. Internet Initiative Japan. Im Juli startete der UUCP- und im November der Internetverbindungsservice. Im Februar 1994 wurde Internet Initiative Japan als Typ-II-Provider nach dem Telekommunikationsunternehmensgesetz von 1984 (電気通信事業法, denki tsūshin jigyōhō) eingetragen. Am 1. Februar 1998 fusionierte die Internet Initiative Japan mit mehreren Unternehmen der AAJ-Gruppe. Am 4. August 1999 erfolgte der Börsengang an die NASDAQ.
Es war geplant, die Aktie ab dem 23. Juni 2005 am Mothers, einem Tokioter Aktienmarkt für Venture-Geschäfte, zu handeln, IIJ konnte jedoch die notwendigen Standards für eine Notierung nicht erfüllen. Erst bei der zweiten Bewerbung am 9. November 2005 erhielt das Unternehmen die notwendige Genehmigung und wird seit dem 2. Dezember dort gelistet.